# Shahrestān di Sarab
Lo shahrestān di Sarab (farsi شهرستان سراب) è uno dei 19 shahrestān dell'Azarbaijan orientale, in Iran. Il capoluogo è Sarab. Lo shahrestān è suddiviso in 2 circoscrizioni (bakhsh): 
- Centrale (بخش مرکزی)
- Mehraban (بخش مهربان), capoluogo Mehraban.